# Stizocera sublaevigata
Stizocera sublaevigata là một loài bọ cánh cứng trong họ Cerambycidae.